# 먼셀 색 체계

먼셀 색 체계, 색상환에서 명도 5와 채도 6과 보라-파랑의 색상 체계를 보여주고 있다.

먼셀 색 체계(영어: Munsell color system)는 색상, 명도, 채도의 3가지 요소를 이용하여 색을 나타내는 색 공간이다. 먼셀 색 체계는 20세기 초에 앨버트 헨리 먼셀이 고안하였고, 1930년대에는 토양의 연구를 위한 공식 색 체계로 채택되었다. 먼셀 색 체계는 3개의 독립변수로 구성되어 있다. 색상은 색상환에서의 방향, 채도는 원의 중심으로부터의 거리, 명도는 수직축에서의 높이로 표현된다.
다수의 초기 색표계(color order system)는 색을 형태에 따라 3차원 색입체 안에 배치했지만, 먼셀은 최초로 색상(hue), 명도(value), 채도(chroma)를 지각적으로 균등하고 독립적인 차원으로 구분하였으며, 3차원 공간에서 색을 체계적으로 설명했다. 먼셀의 체계, 특히 후기 표기법은, 색에 대한 피험자의 시각적 반응을 정밀하게 측정하여, 확고한 실험적 과학적 근거에 기반하고 있다. 이러한 인간의 시각을 기반으로 하기 때문에, 먼셀의 체계는 현대의 색상 모델보다도 오래 사용되어 왔으며, 현재 일부 용도에서는 CIELAB (L*a*b*) 및 CIECAM02 등의 모델로 대체되었지만, 그럼에도 불구하고 여전히 널리 활용되고 있다.